# 静岡県立田方農業高等学校
静岡県立田方農業高等学校（しずおかけんりつ たがたのうぎょうこうとうがっこう）は、静岡県田方郡函南町に所在する公立の農業高等学校。通称は「田農」（でんのう）。

## 設置学科
- 生産科学科
- 園芸デザイン科
- 動物科学科
- 食品科学科
- ライフデザイン科

## 沿革
- 1902年 - 静岡県田方郡田方農林学校として設立認可
- 2001年 - 創立100周年

## 所在地
- 静岡県田方郡函南町塚本961
- 伊豆箱根鉄道駿豆線伊豆仁田駅から徒歩３分

静岡県の高等学校内で駅から一番近い高校。